# جان ردفورد
جان ردفورد (به انگلیسی: John Radford) بازیکن فوتبال زادهٔ ۲۲ فوریه ۱۹۴۷ اهل کشور انگلستان که سابقهٔ بازی در تیم ملی فوتبال انگلستان را در کارنامهٔ خود دارد. وی در تاریخ ۱۵ ژانویه ۱۹۶۹ نخستین بازی ملی خود را در مقابل تیم ملی فوتبال رومانی انجام داد و با حضور در ۲ بازی ملی، در تاریخ ۱۳ اکتبر ۱۹۷۱ واپسین بازی ملی‌اش را در برابر تیم ملی فوتبال سوئیس برگزار کرد.